# 로키 터널

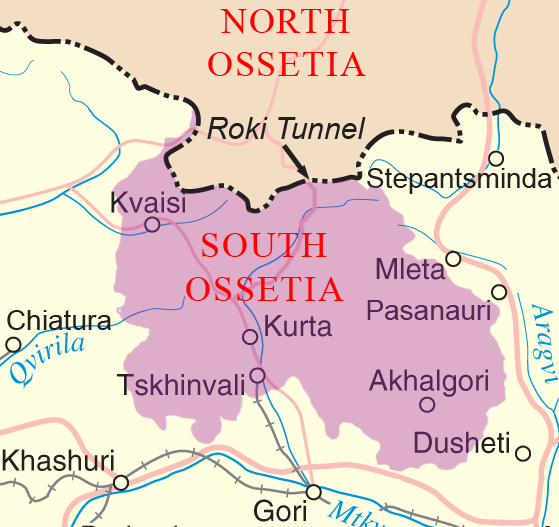
로키 터널의 위치

로키 터널(조지아어: როკის გვირაბი, 오세트어: Ручъы тъунел, 러시아어: Рокский туннель)은 볼쇼이캅카스산맥을 가로질러 러시아의 북오세티야 공화국과 조지아 및 남오세티야를 연결하는 터널이다.
1984년, 소련에 의해 건설되었다. 해발 2,000m의 거리를 가로 지르며, 길이는 약 3,730m이다. 현재 남북 오세티야를 연결하는 유일한 교통로이다.

## 같이 보기
- 조지아-오세티야 분쟁